# یتما
یتما (به لاتین: Yatma) یک منطقهٔ مسکونی در دولت فلسطین است که در استان نابلس واقع شده‌است. یتما ۲٬۹۸۱ نفر جمعیت دارد.